# Universitatea Grenoble-Alpes
Ca urmare a Legii Edgar Faure din 1968, Universitatea din Grenoble se scindează. O parte formează Institutul Național Politehnic Grenoble (INPG), iar cealaltă parte formează trei universități distincte: Grenoble I - Joseph Fourier, specializată în științe, tehnologie și sănătate, Grenoble II - Pierre Mendès France specializată în științe umaniste și sociale, economie și drept și Grenoble III -Stendhal, specializată în litere și arte.